# غالدو كاتانيو
غالدو كاتانيو (بالإيطالية: Gualdo Cattaneo)‏ هي بلدية في مقاطعة بيرودجا في إقليم أومبريا في إيطاليا.

## السكان
في سنة 1861 بلغ عدد السكان 3٬170 نسمة، وتطور العدد ليصل في سنة 2011 لـ 6٬278 نسمة.
يظهر هذا المخطط البياني تطور النمو السكاني لـ غالدو كاتانيو